# Webster Springs
Webster Springs település az Amerikai Egyesült Államok Nyugat-Virginia államában, Webster megyében, melynek megyeszékhelye is. Lakosainak száma 731 fő (2020. április 1.).

## Népesség
A település népességének változása:

| 2010 | 776 |
| 2020 | 731 |